# Hösbach
Hösbach er en købstad i Landkreis Aschaffenburg i det bayerske Regierungsbezirk Unterfranken i Tyskland. Den ligger op til Spessart, 5 km fra Aschaffenburg, ca. 70 km von Würzburg og ca. 50 km fra Frankfurt am Main.

## Bydele
- Hösbach-Bahnhof
- Feldkahl
- Rottenberg
- Wenighösbach
- Winzenhohl